# Britse begraafplaats in Berlijn (Heerstraße)
De Britse begraafplaats aan de Heerstraße is een Britse militaire begraafplaats in Duitsland in de Berlijnse wijk Westend. Op de begraafplaats liggen omgekomen militairen van het Verenigd Koninkrijk en Gemenebest uit de Tweede Wereldoorlog die worden beheerd door de Commonwealth War Graves Commission.
Na de oorlog werden gevallen soldaten van het Gemenebest in Berlijn en de rest van Oost-Duitsland naar de begraafplaats overgebracht. Het grootste deel, circa tachtig procent, zijn vliegeniers. De overige slachtoffers zijn voornamelijk krijgsgevangenen. In totaal rusten er 3594 slachtoffers, waarvan er 397 niet geïdentificeerd zijn. Daarnaast liggen er nog 266 naoorlogse graven.